# Кримінальний кодекс України

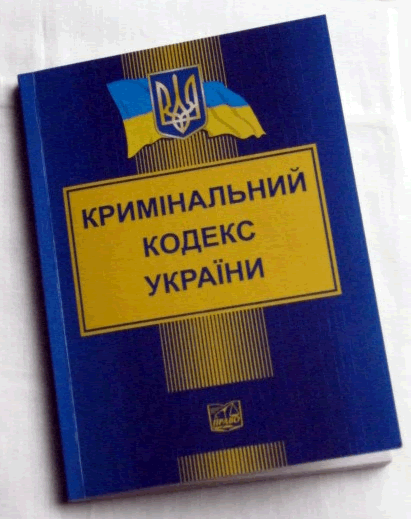
Видання Кримінального кодексу України харківського видавництва «Право» (обкладинка)

Кримінáльний кóдекс Украї́ни (ККУ, КК України, Закóн про кримінáльну відповідáльність) — ухвалений Верховною Радою України нормативно-правовий акт, у якому встановлені підстави та принципи кримінальної відповідальності, злочинність і караність діянь, підстави звільнення від кримінальної відповідальності та покарання. Був ухвалений 5 квітня 2001 року, набрав чинності 1 вересня 2001 року. Він замінив Кримінальний кодекс Української РСР 1960 року.
Кримінальний кодекс України має своїм завданням правове забезпечення охорони прав і свобод людини і громадянина, власності, громадського порядку та громадської безпеки, довкілля, конституційного устрою України від злочинних посягань, задля забезпечення миру та безпеки людства, а також запобігання злочинам.
Для здійснення цього завдання Кримінальний кодекс України визначає, яке суспільно небезпечне діяння є злочин та які покарання застосовуються до осіб, що їх вчинили.
Сучасний КК України є значно реформованим, порівняно з початковою його редакцією, прийнятою 5 квітня 2001 р., проте законодавчі зміни до нього не мають системного впорядкованого характеру.

## Структура КК України
Кримінальний кодекс України (Закон про кримінальну відповідальність) складається із Загальної, Особливої частин та Прикінцевих та перехідних положень, які складаються з двох розділів. Загальна й Особлива частини КК України пов'язані між собою та утворюють нерозривну системну єдність. Кримінально-правову норму, що міститься в Особливій частині, не можна застосувати, не звернувшись при цьому до Загальної частини. Кримінально-правову норму, що міститься в Загальній частині не можливо використати за умови відсутності відповідної норми Особливої частини.
Загальна й Особлива частини КК України поділяються на розділи, а розділи в свою чергу — на окремі статті. Поділ на розділи робить ці частини зручнішими для застосування, допомагає дізнавачу, слідчому, прокурору, судді чи адвокату завдаючи систему розміщення статей.
Статті Загальної частини КК України містять норми, що встановлюють принципи та загальні положення кримінального права, чинність кримінального закону в просторі й часі, визначають поняття злочину, стадії вчинення умисного злочину, ознаки суб'єкта злочину, зміст вини, поняття співучасті, види множини злочинів, обставини, що виключають злочинність діяння, підстави звільнення від кримінальної відповідальності та від покарання і його відбування, загальні засади призначення покарання тощо.
Загальна частина складається з 15 розділів, які містять 108 статей, — «Загальні положення», «Закон про кримінальну відповідальність», «Злочин, його види та стадії», «Особа, яка підлягає кримінальній відповідальності (суб'єкт злочину)», «Вина та її форми», «Співучасть у злочині», «Повторність, сукупність та рецидив злочинів», «Обставини, що виключають злочинність діяння», «Звільнення від кримінальної відповідальності», «Покарання та його види», «Призначення покарання», «Звільнення від покарання та його відбування», «Судимість», «Обмежувальні заходи», «Інші заходи кримінально-правового характеру», «Заходи кримінально-правового характеру для юридичних осіб», «Особливості кримінальної відповідальності та покарання неповнолітніх».
Статті Особливої частини КК України складаються з одної або декількох частин, кожна з яких є окремою кримінально-правовою нормою, що містить самостійний склад злочину. Норми Особливої частини КК визначають, які саме суспільно небезпечні діяння є злочинами, та які покарання передбачено за їх скоєння.
Особлива частина складається з 20 розділів і 339 статей, назва кожного з яких виокремлює певну групу розташованих у ньому злочинів, схожих між собою за родовим об'єктом посягання. Наприклад: «Розділ VI. Злочини проти власності».
Загальна й Особлива частини складаються з 447 статей.

## Взаємозв'язок Загальної та Особливої частин КК України
Загальну й Особливу частини КК України об'єднує:
- основний масив норм Загальної та Особливої частин кримінального права виражені в одному й тому самому кримінальному законі — Кримінальному кодексі України;
- Загальна й Особлива частина мають єдине завдання — опір злочинності, у них виражена воля одного й того ж законодавця — вищого органу державної влади України;
- Загальна та Особлива частина виражають одну й ту ж саму кримінальну політику держави в боротьбі зі злочинністю. Основними напрямками цієї політики:
  - посилення відповідальності за тяжкі злочини, застосування суворих заходів впливу щодо рецидивістів — осіб, які вперто не бажають стати на шлях виправлення;
  - пом'якшення або повне усунення відповідальності за діяння, які не становлять великої суспільної небезпеки, широке застосування видів покарання, не пов'язаних з позбавленням волі за необережні злочини, щодо осіб, які вперше і випадково порушили кримінальний закон, учинили малозначні злочини;
- Загальна та Особлива частини побудовані на одних і тих же принципах: персональної відповідальності, індивідуалізації відповідальності та покарання, економії кари тощо;
- норми Загальної та Особливої частини застосовуються лише взаємопов'язано. Жодна норма Загальної частини не може бути усвідомлена і застосована, якщо не конкретизувати її зміст стосовно окремих видів злочинів — положень, які закріплені в Особливій частині. І навпаки, жодна норма Особливої частини не може бути застосована у відриві від положень, які містяться в нормах Загальної частини кримінального права;
- структурні елементи кримінально-правової норми виражені і в Загальній, і в Особливій частині;
- при зміні змісту норм Загальної частини також змінюються відповідні нормах Особливої частини.

Відмінність між Загальною і Особливою частинами:
- норми Загальної частин регламентують положення, які спільні для всіх чи більшості злочинів, а норми Особливій частині тільки специфічні для окремих видів злочинів;
- зазвичай мають різну структуру норм: норми Загальної частини складаються з гіпотези та диспозиції, норми Особливої частини — з диспозиції та санкції, за винятком норм-дефініцій («роз'яснювальних») та норм про умови звільнення від кримінальної відповідальності за окремі злочини («заохочувальних»);
- умови подолання прогалин — при застосуванні норм Загальної частини допускається аналогія, в Особливій же частині кримінального права вона абсолютно виключається.

## Розділи КК України
Розділи кримінального закону виокремлюються для об'єднання статей, які регламентують однорідні положення. Послідовність розташування розділів Загальної частини КК України визначається логікою викладення нормативного матеріалу — від найбільш загальних до більш конкретних положень.
Наприклад, спочатку в Загальній частині КК України 2001 року розташований розділ, присвячений поняттю злочину, а потім — розділ, який передбачає співучасть у злочині, множинність злочинів.
Розділи Особливої частини КК України розташовані з урахуванням характеру і ступеня суспільної небезпечності передбачених у них злочинів.

### Співвідношення статті кримінального закону і кримінально-правової норми
Поняття «кримінально-правова норма» та «стаття кримінального закону» (стаття КК) співвідносяться як зміст та форма. Кримінальний закон, який є зовнішнім виразом кримінально-правових норм, поділений не на норми, а на статті та розділи. Кожна кримінально-правова норма може бути викладена і, зазвичай, викладається, у кількох статтях КК. Можливе й інше співвідношення, коли в одній статті КК викладаються кілька кримінально-правових норм.
Статті Загальної частини КК містять виклад тих ознак кримінально-правової норми, які стосуються всіх чи, принаймні, багатьох діянь, є загальними для них, а статті Особливої частини — ознак, специфічних для окремих діянь.

## Нумерація статей та розділів
В КК України прийнята наскрізна нумерація статей з використанням арабських цифр. Але в Загальній та Особливій частинах розділи нумеруються окремо римськими цифрами. Тому в посиланнях зазначається частина КК та номер розділу, адже частина номерів з 1 по 15 збігається.

## Структура статті
Всі статті КК пронумеровані арабськими цифрами і мають назву (заголовок), що виражають сутність кримінально-правових норм, які в них містяться. Норми кримінального права не викладаються в назвах та примітках. Є певні кримінально-правові норми, які викладаються в структурних частинах статті кримінального закону як диспозиція та санкція.
Номери та назви статей використовуються виключно для пошуку.
Статті поділяються на частини — абзаци, які мають цифрове позначення. Наприклад, ст.1 КК «Завдання Кримінального кодексу України» має дві частини, за номерами 1 та 2; стаття 144 «Насильницьке донорство» містить три частини за номерами 1, 2 та 3.
У деяких випадках статті або частини статей КК поділяються на пункти, які також мають цифрове позначення. Наприклад, норма ст.89 «Строки погашення судимості» поділена на 9 пунктів, а частина 2 ст.115 «Умисне вбивство» містить 13 пунктів, які позначені цифрами з дужкою. У КК України є також окремі статті, що мають примітки, в яких роз'яснюються поняття і терміни, використані в цій або в деяких інших статтях.
Наприклад, п.1 примітки до ст.185 КК «Крадіжка» формулює поняття повторності вчинення злочинів, передбачених статтями 185, 186, 198—191 КК.
Більшість норм Особливої частини встановлює кримінальну відповідальність за окремі види злочинів, тому їх структура є однорідною. Статті чітко визначають диспозицію і санкцію. Винятком є кілька статей, в нормах яких або в примітках до них наведені поняття злочинів певного виду, вказані суб'єкти їх вчинення, сформульовані деякі інші нормативні положення (Наприклад, ст.401 КК дає поняття військового злочину, вказує суб'єктів цього злочину; визначення службової особи наводиться у пунктах 1 і 2 примітки до ст.364 КК).
Деякі статті КК мають специфічну структуру, оскільки в них передбачені примітки, в яких дається роз'яснення певних термінів закону, і теж можуть мати частини (пункти). Так, ст. 185 КК має примітку, в п. 3 і п. 4 якої вказуються відповідно критерії визначення поняття «розкрадання у великих розмірах» та «особливо великих розмірах», що вживаються в статтях 185—191 КК. У пп. 1, 2, 3, 4 примітки до ст. 364 розділу «Злочини у сфери службової діяльності» наводиться визначення таких понять, як «службові особи», «істотна шкода», «тяжкі наслідки».

### Додавання нових статей
У випадку доповнення КК України новою кримінально-правовою нормою її включають до кодексу у вигляді окремих статей, яким дають номер найбільш споріднених із ними статей КК, обов'язково зазначаючи додатковий цифровий індекс, що теж має порядковий номер. Цей порядковий індекс пишеться цифрою меншого розміру праворуч вгорі над номером, що його дано новій статті. Наприклад, після ст. 25 може бути стаття 25, яка має читатися «стаття 25 прим».
Однак, існує інший стандарт написання (прочитання) індексу, який пишуть через дефіс на одному рівні з номером статті та цифрою такого самого розміру, наприклад, «25-2», що читається відповідно «25 два».
У публікаціях, а також на практиці в процесуальних документах, обидва способи використовуються як рівнозначні. Законодавець також не дотримується якогось одного способу позначення номерів нововведених до КК статей.
За період дії КК України 2001 року мала місце одна спроба введення до нього нового розділу (спроба, оскільки відповідний Закон — від 11 червня 2009 р. № 1508-VI так і не був введений в дію). Йому було присвоєно номер з буквеним розширенням — VII-А. Вочевидь, саме так будуть нумеруватися нововведені розділи і в майбутньому.

### Виключення статей
Виключення статті з КК України за будь-яких причин не змінює порядок нумерації статей в КК: номер за нею зберігається, для такої статті робиться помітка «Виключена».
Номери статей, які виключені з КК України, повторно не використовуються для нумерації нових статей.

## Нормативно-правові акти та література
- Науково-практичний коментар Кримінального кодексу України / За заг. ред. О. М. Джужі, А. В. Савченка, В. В. Чернєя. — К.: Юрінком Інтер, 2016. — 1064 с.
- Науково-практичний коментар Кримінального кодексу України/ За ред. М. І. Мельника, М. І. Хавронюка. — 9-те видання, переробл. та доповн. — К.: Юридична думка, 2012. — 1316 с.
- Науково-практичний коментар до Кримінального кодексу України. — 4-те вид., переробл. і доповн./Відповід. ред. С. С. Яценко. — К.: А. С. К., 2005. — 848 с. (Серія «Нормативні документи та коментарі»)
- Науково-практичний коментар до Кримінального кодексу України / за ред. П. П. Андрушка, В. Г. Гончаренка, Є. В. Фесенка — К.: Дакор, 2008. — 1428 с.
- Кримінальний кодекс України. Науково-практичний коментар: у 2 т. / за заг. ред. В. Я. Тація, В. П. Пшонки, В. І. Борисова, В. І. Тютюгіна. [Архівовано 6 березня 2016 у Wayback Machine.] — 5-те вид., допов. — Х.: Право, 2013.
- 10 років чинності Кримінального кодексу України: проблеми застосування, удосконалення та подальшої гармонізації із законодавством європейських країн: матеріали міжнар. наук.-практ. конф., 13-14 жовт. 2011 р.[недоступне посилання з липня 2019] / редкол. : В. Я. Тацій (голов. ред.), В. І. Борисов (заст. голов. ред.) та ін. — Х.: Право, 2011. — 456 с.
- Концептуальні засади нової редакції Кримінального кодексу України: матеріали міжнар. наук. конф., м. Харків, 17–19 жовт. 2019 р. / редкол.: В. Я. Тацій (голов. ред.), А. П. Гетьман, Ю. В. Баулін та ін. – Харків: Право, 2019. – 500 с. [Архівовано 17 квітня 2021 у Wayback Machine.]